# Heath (Ohio)
Heath és una població dels Estats Units a l'estat d'Ohio. Segons el cens del 2000 tenia 8.527 habitants.

## Demografia
Segons el cens del 2000, Heath tenia 8.527 habitants, 3.403 habitatges, i 2.375 famílies. La densitat de població era de 315,4 habitants per km².
Dels 3.403 habitatges en un 32,9% hi vivien nens de menys de 18 anys, en un 55,1% hi vivien parelles casades, en un 10,9% dones solteres, i en un 30,2% no eren unitats familiars. En el 25,5% dels habitatges hi vivien persones soles el 10,8% de les quals corresponia a persones de 65 anys o més que vivien soles. El nombre mitjà de persones vivint en cada habitatge era de 2,46 i el nombre mitjà de persones que vivien en cada família era de 2,94.
Per edats la població es repartia de la següent manera: un 24,9% tenia menys de 18 anys, un 8,1% entre 18 i 24, un 29,7% entre 25 i 44, un 22,3% de 45 a 60 i un 15% 65 anys o més.
L'edat mediana era de 37 anys. Per cada 100 dones de 18 o més anys hi havia 87 homes.
La renda mediana per habitatge era de 40.120 $ i la renda mediana per família de 50.156 $. Els homes tenien una renda mediana de 35.781 $ mentre que les dones 25.143 $. La renda per capita de la població era de 20.890 $. Aproximadament el 4,2% de les famílies i el 8,5% de la població estaven per davall del llindar de pobresa.

## Poblacions més properes
El següent diagrama mostra les poblacions més properes.